# جکی بلانچ‌فلاور
جکی بلانچ‌فلاور (انگلیسی: Jackie Blanchflower؛ ۷ مارس ۱۹۳۳ – ۲ سپتامبر ۱۹۹۸) یک بازیکن فوتبال اهل بریتانیا بود.
از باشگاه‌هایی که در آن بازی کرده‌است می‌توان به باشگاه فوتبال منچستر یونایتد اشاره کرد.